# Acraea philos
Acraea philos är en fjärilsart som beskrevs av Le Cerf 1933. Acraea philos ingår i släktet Acraea och familjen praktfjärilar. Inga underarter finns listade i Catalogue of Life.